# Hoshina Masamitsu
Hoshina Masamitsu (保科 正光?; 1561 – 31 ottobre 1631) è stato un daimyō giapponese del periodo Edo capo del clan Hoshina e servitore del clan Tokugawa.

## Biografia
Masamitsu fu figlio ed erede di Hoshina Masanao, dopo aver prestato il suo sostegno a Tokugawa Ieyasu nella battaglia di Sekigahara del 1600 ottenne il feudo di Takatō (Shinano, 80 000 koku) nel 1600. Dopo la morte del padre avvenuta l'anno successivo a Takatō, Masamitsu divenne il nuovo capo del clan Hoshina e servì durante le campagne di Osaka del 1614 e 1615. Masamitsu fu successivamente privilegiato con l'adozione del quarto figlio di Tokugawa Hidetada, Komatsu, il futuro Hoshina Masayuki. Il suo nome d'infanzia fu Jinshiro (甚四郎?).